# La Chapelle-au-Riboul
 La Chapelle-au-Riboul  es una población y comuna francesa, en la región de Países del Loira, departamento de Mayenne, en el distrito de Mayenne y cantón de Le Horps.

## Demografía
| 634 | 567 | 491 | 442 | 452 | 448 |
| Para los censos de 1962 a 1999 la población legal corresponde a la población sin duplicidades (Fuente: INSEE [Consultar]) |     |     |     |     |     |